# جاكوب حسن
جاكوب حسن (بالإسبانية: Jacob Hassan)‏ هو فقيه لغة وباحث وكاتب إسباني، ولد في 11 يونيو 1936 في سبتة في إسبانيا، وتوفي في 13 أغسطس 2006 في مدريد في إسبانيا.